# 8 miliardi di persone
8 miliardi di persone è un singolo del rapper italiano Frah Quintale, pubblicato il 17 febbraio 2017 come primo estratto dal suo primo album in studio Regardez moi per l'etichetta Undamento.
Il brano è la prima traccia del suo album in studio Regardez moi. Il singolo è stato classificato disco di platino in riferimento alla settimana 42 del 2019.

## Tracce
Testi di Francesco Servidei, musiche di Stefano Ceri.
1. 8 miliardi di persone – 3:43